# Ganguvarpatti
Ganguvarpatti (o Genguvarpatti) è una suddivisione dell'India, classificata come town panchayat, di 10.569 abitanti, situata nel distretto di Theni, nello stato federato del Tamil Nadu. In base al numero di abitanti la città rientra nella classe IV (da 10.000 a 19.999 persone).

## Geografia fisica
La città è situata a 10° 10' 07 N e 77° 41' 34 E.

## Società

### Evoluzione demografica
Al censimento del 2001 la popolazione di Ganguvarpatti assommava a 10.569 persone, delle quali 5.386 maschi e 5.183 femmine. I bambini di età inferiore o uguale ai sei anni assommavano a 1.325, dei quali 717 maschi e 608 femmine. Infine, coloro che erano in grado di saper almeno leggere e scrivere erano 6.073, dei quali 3.617 maschi e 2.456 femmine.